# Ретевоєшть
Ретевоєшть, Ретевоєшті (рум. Retevoiești) — село у повіті Арджеш в Румунії. Входить до складу комуни П'єтрошань.
Село розташоване на відстані 126 км на північний захід від Бухареста, 31 км на північ від Пітешть, 121 км на північний схід від Крайови, 82 км на південний захід від Брашова.

## Населення
За даними перепису населення 2002 року у селі проживали 1784 особи, усі — румуни. Усі жителі села рідною мовою назвали румунську.